# Pindoretama
Pindoretama este un oraș în statul Ceará (CE) din Brazilia.